# سوبر ميكي (مجلة)
مجلة سوبر ميكي هي مجلة مصرية نصف شهرية تصدر عن دار الهلال. صدرت المجلة لأول مرة عام 1959م ورئيس تحريرها عفت ناصر حتى إبريل 2002م، ثم ابتسام غانم حتى موعد غلق المجلة في مارس 2003م. ورئيس مجلس الإدارة هو مكرم محمد أحمد.
تخلو المجلة من أي مقدمة أو فهرس ويبدأ نشر القصص في صفحة 3 مباشرة. لا تُنشر أسماء المؤلفين ولا الرسامين. تعتمد سوبر ميكي على القصص الكرتونية المنشورة في صفحات ملونة عددها 49 من بين 64 صفحة، ويصل عدد صفحات القصة الواحدة إلى 15 صفحة، إضافةً إلى قصص قصيرة وصفحات مترجمة علمية، والتسالي. تخلو المجلة من الملاحق ومن مساهمات القراء وصورهم، ليس للمجلة شعار وسعر العدد الواحد 200 قرشاً تعتمد فيها المجلة على نشر مساحات أكثر اتساعاً من الإعلانات عن الذي ينشر في مجلة ميكي، وتُنشر بعضها داخل القصص، محتوى الإعلانات عن أفلام والت ديزني أو أفلام وأغذية أطفال. ويخلو الغلاف عن أي إشارة إلى مواد العدد.

## الشخصيات
وهي أسماء مصرية لشخصيات كرتونية تنشر مغامراتها وقصصها في المجلة بشكل متتابع.
- ميكي
- ميني
- بلوتو
- بطوط
- بصراحة
- بندق
- دهب
- عبقرينو
- سوسو
- لولو
- توتو
- محظوظ
- الساحرة سونيا
- دنجل
- سنوابت
- الأقزام السبعة
- بينو
- كيو
- رامبو
- بامبي
- سندريلا
- أليس
- بيتربان
- كابتن هوك
- تنه ورنه
- تيك وتاك
- عنترة
- الأميرة النائمة
- رويلا دريل
- بنجروبيرة المرقشين
- الدب ويني
- موجلي
- أريل
- الجميلة والوحش
- علاء الدين
- الجني
- ياسمين
- سيمبا
- بوكاهونتس
- جون سميث
- باز يطير
- وودي
- كواز يمودو
- هرقل
- طرزان
- سولى
- مارد